# 4th of July, Asbury Park (Sandy)
4th of July, Asbury Park (Sandy), conosciuta semplicemente anche come Sandy, è una canzone del cantautore statunitense Bruce Springsteen, pubblicata nel 1973 sul suo album The Wild, the Innocent & the E Street Shuffle.

## Storia
Composta all'inizio del 1973 a casa di Diane Lozito, fidanzata di Springsteen in quegli anni, fu provata dal vivo nel periodo in cui Springsteen era alle prese con la registrazione del suo secondo album in studio. Springsteen intendeva introdurre nel brano un coro di bambini. Poiché non fu possibile ottenerlo, il cantautore chiese a Suki Lahav, moglie del tecnico del suono degli studi dove stava registrando, di interpretare le seconde voci, registrando più volte la sue parte e sovrapponendo le tracce in modo da sembrare un vero coro. Suki Lahav entrò in seguito nella E Street Band come violinista e vi rimase per qualche mese, partecipando anche alle registrazioni del successivo album Born to Run, segnalandosi in particolare per la sua esecuzione in Jungleland.
La canzone è rimasta indelebilmente legata alla figura di Danny Federici, organista della E Street Band, che nella versione in studio e nelle versioni dal vivo la impreziosì con la sua fisarmonica. Scomparso dopo una grave malattia nell'aprile del 2008, Federici, che durante il Magic Tour di quell'anno era stato sostituito da Charles Giordano, si era esibito per l'ultima volta con Springsteen alcune settimane prima, il 20 marzo a Indianapolis, suonando per sua esplicita richiesta proprio Sandy.
Nonostante nessun singolo fosse stato tratto all'epoca dall'album The Wild, the Innocent & the E Street Shuffle, la canzone, col titolo modificato, fu fatta uscire in Germania nel 1975 sul primo 45 giri di Springsteen pubblicato al di fuori degli Stati Uniti. La filiale tedesca della CBS intendeva sfruttare la discreta popolarità che la canzone aveva avuto nella versione del gruppo britannico The Hollies. Il singolo di Springsteen però non riuscì ad affermarsi nel mercato tedesco.
4th of July, Asbury Park (Sandy) fu presentata dal vivo durante i concerti al Max's Kansas City di New York nel luglio del 1973 e, dopo la pubblicazione sull'album, entrò nella scaletta dei concerti dove rimase abbastanza stabilmente fino al 1981. Springsteen la ripropose saltuariamente negli anni novanta e poi dagli anni duemila entrò nel novero delle canzoni che il cantautore eseguiva a rotazione tra quelle del suo sterminato repertorio.

## La canzone

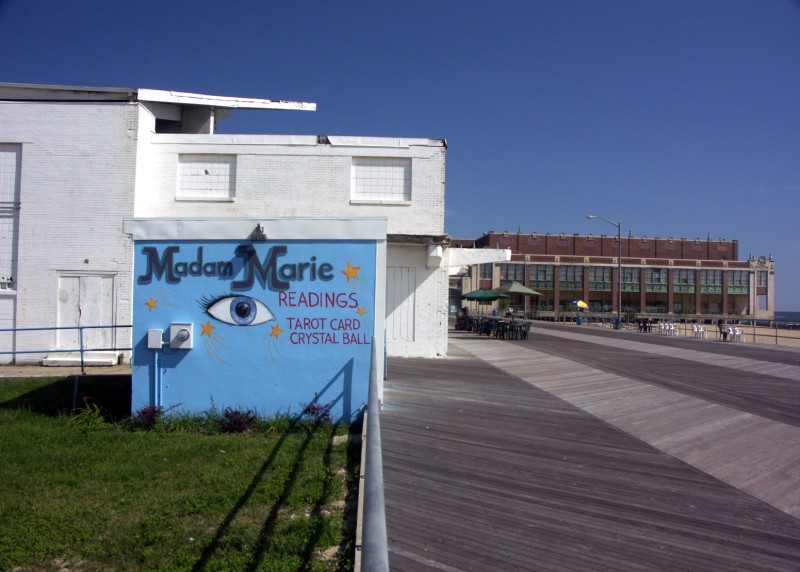
Il chiosco della veggente Madam Marie sul lungomare di Asbury Park, citata nel testo di 4th of July, Asbury Park (Sandy)

Considerata una delle migliori ballate di Springsteen, 4th of July, Asbury Park (Sandy) è dedicata alla città balneare del New Jersey in cui il cantautore aveva mosso i suoi primi passi e a cui aveva già dedicato il titolo del suo primo album Greetings from Asbury Park, N.J.. Springsteen ha descritto la canzone come un addio alla sua città adottiva e alla vita che aveva vissuto là prima di iniziare a incidere dischi. Come in molte canzoni dei primi anni, il testo cita una schiera di pittoreschi personaggi che frequentano the boardwalk, la passeggiata in legno del lungomare di Asbury Park, la sera del 4 luglio, festa nazionale statunitense. Il protagonista dichiara il suo amore per Sandy, sullo sfondo di una società ormai depressa e dalla quale non vede l'ora di allontanarsi. La figura della Sandy racchiude in sé alcune delle ragazze che Springsteen aveva conosciuto frequentando Asbury Park, anche se è comunque identificabile in parte nella fidanzata Diane Lozito che, sia pur con nomi diversi, era stata l'ispirazione di molte figure femminili presenti nelle canzoni di quel periodo. Asbury Park era un luogo ormai in declino economico e la canzone utilizza insieme le metafore della fine di una storia d'amore estiva e della morte inarrestabile della città per descrivere i cambiamenti che stavano avvenendo nella vita dell'autore.
Con Rosalita (Come Out Tonight), brano festaiolo e musicalmente completamente diverso contenuto nello stesso album, Sandy è uno dei primi esempi in cui Springsteen utilizza il topos della "fuga", tema centrale di molte canzoni successive, come in Thunder Road e in Born to Run. Il Jersey Shore diventa così il luogo da cui bisogna allontanarsi per poter realizzare i propri sogni.

### Madame Marie
Uno dei personaggi citati nel testo della canzone è l'indovina Madame Marie che viene arrestata dai poliziotti «perché sapeva leggere il futuro meglio di loro.» Si tratta di una persona reale, Marie Castello, che gestiva il Temple of Knowledge ("Tempio della conoscenza"), un baracchino sulla broadwalk di Asbury Park dove prediceva il futuro con la lettura dei tarocchi. Springsteen si sarebbe rivolto a Madame Marie (o "Madam Marie" com'è riportato nell'insegna) almeno una volta ai tempi in cui frequentava la cittadina costiera e la omaggiò citandola nel brano e facendola così diventare uno degli elementi iconici di Asbury Park tanto che, dopo aver chiuso l'attività per mancanza di clienti, l'indovina la riaprì una prima volta nel 2004. Dopo la sua morte, avvenuta nel 2008, il chiosco è stato ereditato dalla nipote. Durante il concerto del 4 luglio 2008 a Göteborg in Svezia, in occasione della festa dell'indipendenza americana, Springsteen eseguì 4th of July, Asbury Park (Sandy) ricordando Dan Federici, ma omaggiando anche Madam Marie scomparsa anch'ella pochi giorni prima.

## Cover
Il gruppo britannico The Hollies incise il brano sotto il titolo Sandy per l'album Another Night pubblicato nel 1975. La canzone uscì anche come secondo singolo tratto dall'album ed ebbe un buon successo in Nuova Zelanda e in Germania.

## Discografia
- 1973 – Bruce Springsteen, The Wild, the Innocent & the E Street Shuffle, LP, Columbia Records KC 32432
- 1975 – The Hollies, Sandy (4th of July, Asbury Park)/Second Hand Hang-Ups, 45gg, Polydor Records 2040 140, Regno Unito
- 1975 – Bruce Springsteen, Sandy (4th of July, Asbury Park)/E Street Shuffle, 45gg, CBS Records 3512, Germania
- 1986 – Bruce Springsteen and the E Street Band, Live/1975-85, LP (x5), Columbia Records C5X 40558, dal vivo, registrata durante il The River Tour il 31 dicembre 1980 al Nassau Coliseum di Uniondale
- 2006 – Bruce Springsteen and the E Street Band, Hammersmith Odeon London '75, CD (doppio), Columbia Records 82876 77995 2, dal vivo, registrata all'Hammersmith Odeon di Londra nell'autunno del 1975
- 2008 – Bruce Springsteen and the E Street Band, Magic Tour Highlights, download digitale, Columbia Records, dal vivo, registrata a Indianapolis il 20 marzo 2008 durante il Magic Tour, ultima esibizione di Danny Federici con la E Street Band prima della sua scomparsa